# Manam
Manam, von Einheimischen Manam Motu und in der deutschen Kolonialzeit Hansainsel genannt, ist eine bewohnte Insel in der Bismarck-See und durch die Stephan Strait von der Nordküste der Insel Neuguinea getrennt. Während der deutschen Kolonialzeit war die Insel auch unter den Namen Hansainsel oder Vulkaninsel bekannt.

## Geographie
Die Entfernung zum Hansa Point beträgt 13,3 km. Die Insel mit ihrem annähernd kreisförmigen Grundriss hat einen Durchmesser von gut 10 km. Sie hat ihre Existenz der Aktivität des Manam-Vulkans zu verdanken, einer der aktivsten Vulkane in Papua-Neuguinea. Vor dem letzten Vulkanausbruch konnte die Insel von der 18 km weiter südlich gelegenen Küstenstadt Bogia aus per Boot erreicht werden.
2005 hatte Manam eine Bevölkerung von 10.677 in 1.880 Familien bzw. 16 Dörfern.
Die größten Dörfer der Insel sind Baliau (Norden), Dugulaba (auch Dukulawa, im Südosten) und Kuluguma (Westen).

## Verwaltung
Manam gehört zum Bogia District im Norden der Provinz Madang. Zusammen mit der kleinen, vier Kilometer im Nordwesten gelegenen Insel Boisa (Aris) bildet Manam die Iabu Rural LLG (Local Level Government) Area, mit den Wards (statistischen Zählbezirken), die nach Dörfern benannt sind (im Uhrzeigersinn, beginnend im Norden, Bevölkerung zur Volkszählung 2000):
| Nr. | Ward     | Bevölkerung | Koordinaten            |
| --- | -------- | ----------- | ---------------------- |
| 01  | Baliau   | 1383        | 4,036° S, 145,0326° O  |
| 02  | Dangale  | 425         | 4,0489° S, 145,0643° O |
| 03  | Kolang   | 379         | 4,0552° S, 145,0703° O |
| 04  | Bikure   | 338         | 4,06° S, 145,0714° O   |
| 05  | Abaria   | 320         | 4,0663° S, 145,0769° O |
| 06  | Warisi   | 193         | 4,0927° S, 145,0683° O |
| 07  | Dugulaba | 980         | 4,1202° S, 145,0227° O |
| 08  | Budua    | 14          | 4,1198° S, 145,0192° O |
| 09  | Madauri  | 391         | 4,1167° S, 145,0167° O |
| 10  | Waia     | 309         | 4,1108° S, 145,0072° O |
| 11  | Zogari   | 637         | 4,1088° S, 145,0024° O |
| 12  | Iassa    | 531         | 4,0982° S, 144,9979° O |
| 13  | Kuluguma | 758         | 4,0752° S, 144,9931° O |
| 14  | Boda     | 761         | 4,0453° S, 145,0074° O |
| 15  | Boisa    | 461         | 3,9961° S, 144,9656° O |

## Geologie
Manam ist ein basaltisch-andesitischer Stratovulkan, der trotz
seinen ausgesprochen symmetrischen unteren Bergflanken die Insel in vier Täler trennt.  Diese werden auch als „Lawinentäler“ bezeichnet, da in diesen bei Ausbrüchen pyroklastische Ströme entstehen können.
Deswegen sind diese Täler während Eruptionen hoch gefährdete Gebiete, die zuallererst evakuiert werden.
Die ersten Berichte eines Vulkanausbruchs des Manam datieren aus dem Jahr 1616.

## Eruptionen und Gefahren
Dreizehn Bewohner wurden bei einer Eruption am 3. Dezember 1996 getötet, als pyroklastische Ströme die Siedlung Budua (Bodua) an der Südküste erreichten.
Im November 2004 wurden aufgrund eines stärkeren Vulkanausbruchs über 9000 Inselbewohner evakuiert. Der Ausbruch begann am 24. Oktober, wurde aber anfangs nicht als eine größere Bedrohung angesehen. Dies änderte sich, als
sich die Windrichtung änderte und Asche auf bewohnte Gebiete regnete. Fünf Menschen kamen dabei ums Leben.

## Illustrationen

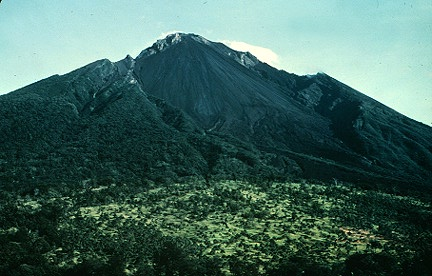
Blick auf Manam (2005)
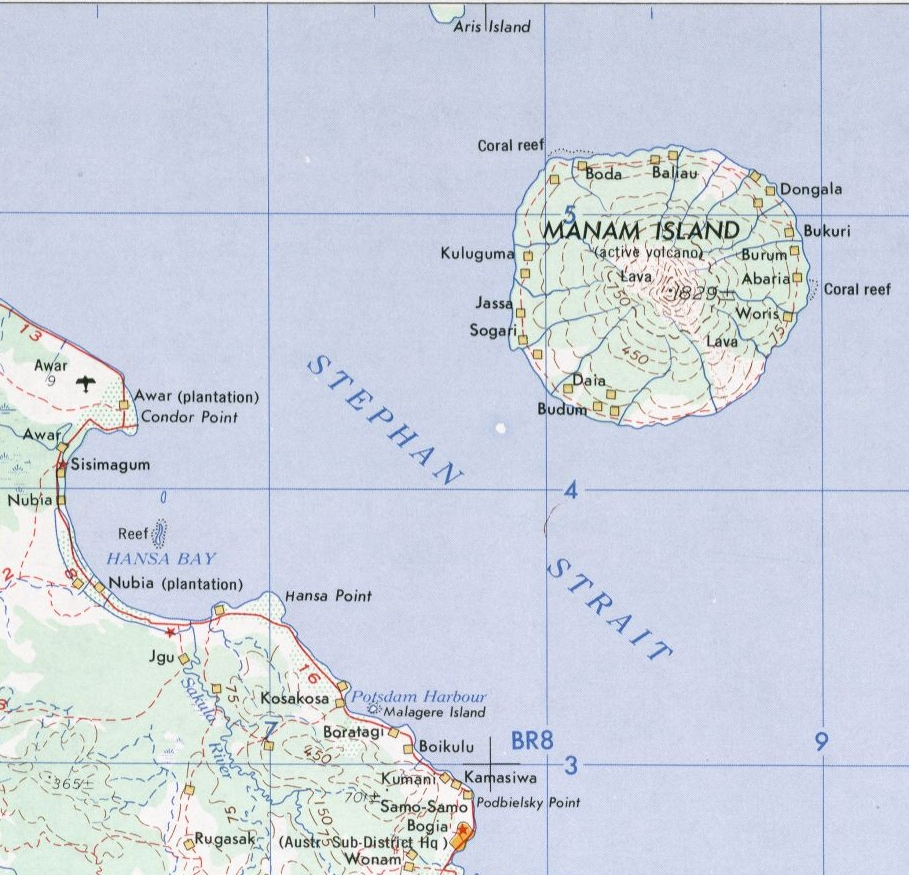
Karte von Manam mit benachbarter Küste von Neuguinea (1962)
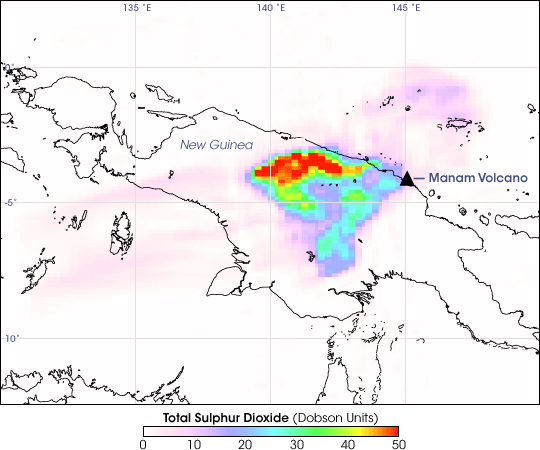
Schwefeldioxid-Wolke, freigesetzt am 27. Januar 2005 während einer Eruption des Manam, gemessen vom OMI (Ozone Monitoring Instrument) an Bord des NASA-Satelliten Aura